# 阿德萊·史蒂文森二世
阿德萊·史蒂文森（英語：Adlai Ewing Stevenson II，1900年2月5日—1965年7月14日），美國政治家，以其辯論技巧聞名。

## 生平
曾於1952年和1956年两次代表民主党參選美國總統，但皆敗選。後出任美国常驻联合国代表，并在古巴导弹危机中发挥了重要作用。

## 史蒂文森家庭
- 祖父：阿德萊·E·史蒂文森 （美國副總統，1835-1914）
- 父：劉易斯·史蒂文森 （伊利諾伊州國務卿，1868-1929）
- 子：阿德萊·史蒂文森三世 （伊利諾伊州參議員，1930-2021）